# 相模原プロセス
相模原プロセス（さがみはらプロセス、英: Sagamihara Process）は、日本の3人制バスケットボールチーム。ホームタウンは神奈川県相模原市。3x3.EXE PREMIER所属。

## 概要
前身は相模原市で活動していたクラブチーム「GGB」。同チームの練習にも参加し、B.LEAGUEでのプレー経験有する現役プロバスケットボール選手の草野佑太が2020年1月に創設。7月に株式会社化。「相模原をバスケットの聖地へ」を理念に掲げている。
JリーグクラブのSC相模原とパートナーシップ提携を結んでいる。
2022年2月1日、3x3.EXE PREMIERに、同年5月に開幕する2022年シーズンより参入することが発表された。